# Lophodermium danthoniae
Lophodermium danthoniae är en svampart som beskrevs av Tehon 1939. Lophodermium danthoniae ingår i släktet Lophodermium och familjen Rhytismataceae.   Inga underarter finns listade i Catalogue of Life.